# Schönhorst (Schönkirchen)
Schönhorst ist ein Ortsteil der Gemeinde Schönkirchen im Kreis Plön in Schleswig-Holstein.

## Geschichte
Die genaue Gründung des Ortes ist nicht bekannt. Die erste urkundliche Erwähnung erfolgte im Rahmen einer Eigentumsübertragung von Dorf und Gut Schönhorst im Jahre 1515 an Herzog Friedrich I. Dieser behielt das Dorf jedoch nicht lange und veräußerte es bereits wenig später weiter. Im Jahr 1543 war das Dorf Besitz der Familie Gadendorp, aus der Christopher Gadendorp an der Gründung der Großen Brand- und Kirchengilde von 1560 beteiligt war – im Wesentlichen um die Last der Brandunterstützung nach einem Brand seiner dienstverpflichteten Untertanen auf mehrere Schultern zu verteilen.
1616 werden Dorf und Gut Schönhorst an den Gutsherren zu Oppendorf verkauft, womit das weitere Schicksal beider Dörfer bis zur Eingemeindung nach Schönkirchen verbunden wird.
Im Jahr 1853 wird die Knochenbruchsgilde für Schönhorst und Umgegend gegründet, die ihren Mitgliedern Unterstützung im Falle von Knochenbrüchen gewährt und bis heute fortbesteht.
Hatte sich über die Jahrhunderte an der Struktur des Ortes nichts geändert, wurde nach Auslaufen des Pachtvertrages für das Gut 1929 der größte Teil der Fläche an eine Siedlungsgesellschaft verkauft, die das Gutsareal in Siedlerstellen zu 15–20 ha parzellierte.

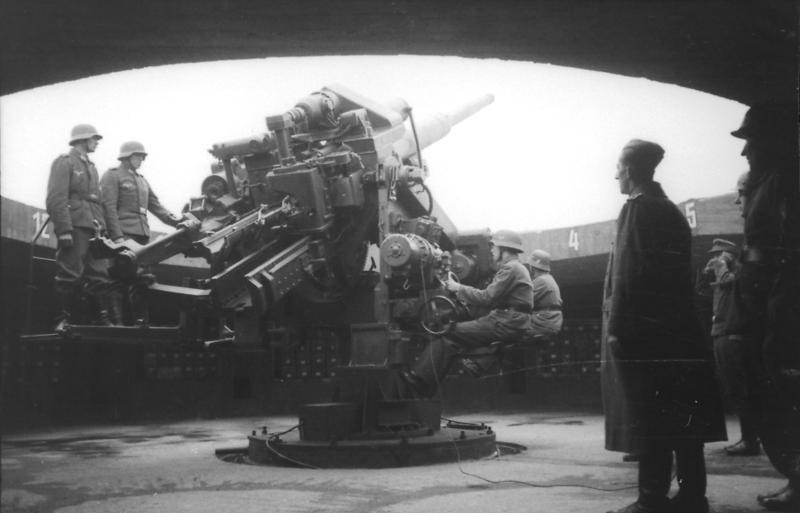
Flak-Turm

Zum Schutz des Reichskriegshafens in Kiel wurde nach dem Ausbruch des Zweiten Weltkriegs auch in Schönhorst eine Flakstellung mit Bunkerstellung und Unterkunftsbaracken gebaut; die Ortsbewohner hatten zu diesen Anlagen jedoch keinen Zutritt. Aufgrund dieser Flakstellung wurde Schönhorst Ziel intensiver Bombardierung (87 Bombentreffer auf 16 ha).
Die Flakstellung wurde am 22. Juni 1945 gesprengt.
Die Unterkunftsbaracken der Batterie dienten nach dem Krieg übergangsweise zur Unterbringung von Heimatvertriebenen und wurden in den fünfziger Jahren abgebrochen. Im Gegensatz zu nahezu allen Orten wurden in Schönhorst keine Neubaugebiete ausgewiesen, sodass sich die Vertriebenen in anderen Orten niederließen.
Durch den Beschluss der Vertretung der Gemeinde Oppendorf, zu der Schönhorst gehörte, wurde Schönhorst mit Wirkung vom 1. April 1970 in die Gemeinde Schönkirchen eingemeindet.

## Gruppen und Vereine
- Knochenbruchsgilde für Schönhorst und Umgegend von 1853
- Schönhorster Plattsnackers – mundartliche Theatergruppe